# Project No.9
주식회사 project No.9(프로젝트 넘버 나인, 일본어: 株式会社project No.9 가부시키가이샤 푸로제쿠토 난바 나인[*])은 일본의 애니메이션 제작사다.

## 역사
스튜디오 히바리에서 제작을 맡은 코타니 사토시가 2009년에 설립했다. 2011년에 방송된 《로큐브!》에서 원청 제작을 개시했다.
2016년 10월 1일, 도쿄도 스기나미구 모모이 4초메 4번 4호 스타팅 빌딩 5층에서 도쿄도 나카노구 주오 5초메 4번 22호 JHV나카노 빌딩 4F로 이전했다.

## 작품

### TV 애니메이션
- 로큐브! (2011년, 공동 제작: Studio Blanc)
- 로큐브! SS (2013년)
- 최근, 여동생의 상태가 조금 이상한 것 같다만 (2014년)
- 모모큔 소드 (2014년, 공동 제작: 트라이 슬래시)
- 소녀들은 황야를 향한다 (2016년)
- 온라인 게임의 신부는 여자아이가 아니라고 생각한 거야? (2016년)
- 싸움대장 소녀 (2017년)
- 시간의 지배자 (2017년)
- 천사의 3P! (2017년)
- 용왕이 하는 일! (2018년)
- 꿈왕국과 잠자는 100명의 왕자님 (2018년)
- 파스텔 메모리즈 (2019년)
- 미니 도사 (2019년)
- 초인 고교생들은 이세계에서도 여유롭게 살아가나 봅니다! (2019년)
- 저, 능력은 평균치로 해달라고 말했잖아요! (2019년)
- 하얀고양이 프로젝트: 제로 크로니클 (2020년)
- 초급편대 에그제로스 (2020년)
- 약캐 토모자키 군 (2021년)
- 수염을 깎다. 그리고 여고생을 줍다. (2021년)
- 사랑은 세계정복 후에 (2022년)
- 사축 씨는 꼬마 유령에게 치유받고 싶어. (2022년)
- 새 엄마가 데려온 딸이 전 여친이었다 (2022년)
- 옆집 천사님 때문에 어느샌가 인간적으로 타락한 사연 (2023년)
- 우리 회사의 작은 선배 이야기 (2023년)
- 아가씨와 충견군 (2023년)
- 외톨이 흡혈 공주의 고뇌 (2023년)
- 돼지의 간은 가열해라 (2023년)
- 약캐 토모자키 군 2nd STAGE (2024년)
- 선배는 남자아이 (2024년)
- 어째서 내 세계를 아무도 기억하지 못하는가? (2024년)
- 아메쿠 타카오의 추리 카르테 (2025년)

### OVA
- 도사의 무녀: 새겨진 일섬의 등불 (2021년)

### Web 애니메이션
- 유녀사장 (2021년)
- 유녀사장 R (2023년)